# Kill Rock Stars
Kill Rock Stars är ett amerikanskt oberoende skivbolag grundat 1991, baserat både i Olympia, Washington och Portland, Oregon. Bland annat Elliott Smith, Deerhoof, Sleater-Kinney och Xiu Xiu har släppt material på skivbolaget.